# Animal Tracks (musikalbum, Storbritannien)
Animal Tracks är ett musikalbum med The Animals, utgivet i Storbritannien i maj 1965 av skivbolaget Columbia. Albumet gavs även ut, i en amerikansk version, av skivbolaget MGM Records september 1965.

## Låtlista
Sida 1
1. "Mess Around" (Ahmet Ertegün) – 2:21
2. "How You've Changed" (Chuck Berry) – 3:15
3. "Hallelujah I Love Her So" (Ray Charles) – 2:49
4. "I Believe to My Soul" (Ray Charles/Allan Learner) – 3:28
5. "Worried Life Blues" (Major Merriweather) – 4:16
6. "Roberta" (Al Smith/John Vincent) – 2:08

Sida 2
1. "I Ain't Got You" (Calvin Carter) – 2:32
2. "Bright Lights, Big City" (Jimmy Reed) – 2:57
3. "Let the Good Times Roll" (Shirley Goodman) – 1:57
4. "For Miss Caulker" (Eric Burdon) – 4:01
5. "Road Runner" (Ellas McDaniel) – 2:53

## Medverkande
Musiker (The Animals)
- Eric Burdon – sång
- Hilton Valentine – gitarr, sång
- Alan Price – keyboard, sång
- Chas Chandler – basgitarr, sång
- John Steel – trummor, percussion

Produktion
- Mickie Most – musikproducent
- Val Valentin – ljudtekniker